# Comuna Slavna, Lîpoveț
Slavna (în ucraineană Славна) este o comună în raionul Lîpoveț, regiunea Vinnița, Ucraina, formată din satele Hannivka, Slavna (reședința) și Uleanivka.

## Demografie
Componența lingvistică a satului Slavna
     Ucraineană (99,63%)
     Alte limbi (0,38%)
Conform recensământului din 2001, majoritatea populației satului Slavna era vorbitoare de ucraineană (99,63%), existând în minoritate și vorbitori de alte limbi.